# Parafia św. Jakuba Starszego w Lubrzy
Parafia świętego Jakuba Starszego – rzymskokatolicka parafia w Lubrzy, należąca do dekanatu Prudnik w diecezji opolskiej.

## Historia
W dokumentach pochodzących z 1464 roku wspomniany jest proboszcz parafii, a w dokumentach z 1474 roku jest pierwsza wzmianka o kościele parafialnym pod wezwaniem Św. Jakuba Starszego i Św. Marcina. Obecna świątynia wybudowana została w latach 1797–1798 w miejsce starego kościoła, po którym została wieża z około 1600 roku. Do dziś przetrwały również dwa dzwony, jeden z 1503 roku, drugi natomiast z 1555 roku.
W połowie 1944 parafia liczyła 800 wiernych, natomiast z początkiem grudnia 1945 – 1900 osób, w tym 900 nowo przybyłej po wojnie ludności. Pod koniec 1946 parafia liczyła 1097 wiernych.
1 sierpnia 2023 proboszczem parafii został mianowany ks. Andrzej Majcherek.

## Liczebność i zasięg parafii
Parafia liczy 1247 mieszkańców i swym zasięgiem obejmuje miejscowości:
- Lubrza (977 parafian),
- Jasiona (270 parafian).

### Przedszkola i szkoły
- Publiczne Przedszkole w Lubrzy,
- Publiczna Szkoła Podstawowa w Lubrzy[5].

## Kościół filialny
Do parafii w Lubrzy należy kościół filialny Najświętszej MP w Jasionie.

## Duszpasterze

### Kapłani po 1945
- ks. Władysław Szkarłat,
- ks. Stanisław Zawisza,
- ks. Gerard Woźnica,
- ks. Jerzy Stellmann,
- ks. Karol Mazurkiewicz,
- ks. Joachim Kroll,
- ks. Czesław Nowak,
- ks. Piotr Bałos[5],
- ks. Andrzej Majcherek.